# Гарц (Узедом)
Гарц (нім. Garz) — громада в Німеччині, розташована в землі Мекленбург-Передня Померанія. Входить до складу району Передня Померанія-Грайфсвальд. Складова частина об'єднання громад Узедом-Зюд.
Площа — 10,04 км2. Населення становить 280 ос. (станом на 31 грудня 2020).

## Галерея

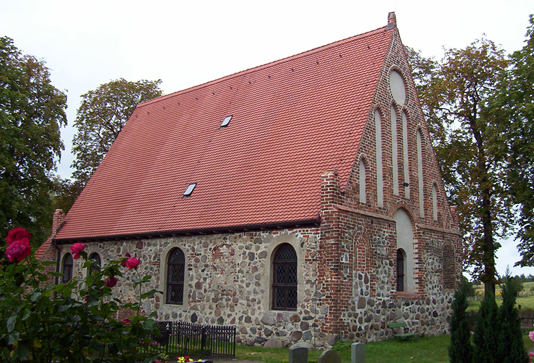